# Jessica Lindell-Vikarby
Jessica Monika Lindell-Vikarby, švedska alpska smučarka, * 7. februar 1984, Huddinge, Švedska.
Nastopila je na treh olimpijskih igrah, najboljši uvrstitvi je dosegla leta 2014 s sedmim mestom v veleslalomu in leta 2006 z osmim mestom v kombinaciji. Na svetovnih prvenstvih je nastopila sedemkrat in leta 2015 osvojila bronasto medaljo v veleslalomu, ob tem se je še trikrat uvrstila v deseterico. V svetovnem pokalu je tekmovala trinajst sezon med letoma 2002 in 2015 ter dosegla dve zmagi in še šest uvrstitev na stopničke. V skupnem seštevku svetovnega pokala je bila najvišje na enajstem mestu leta 2014, ko je bila tudi druga v veleslalomskem seštevku.